# Linea 13 (metropolitana di Shanghai)

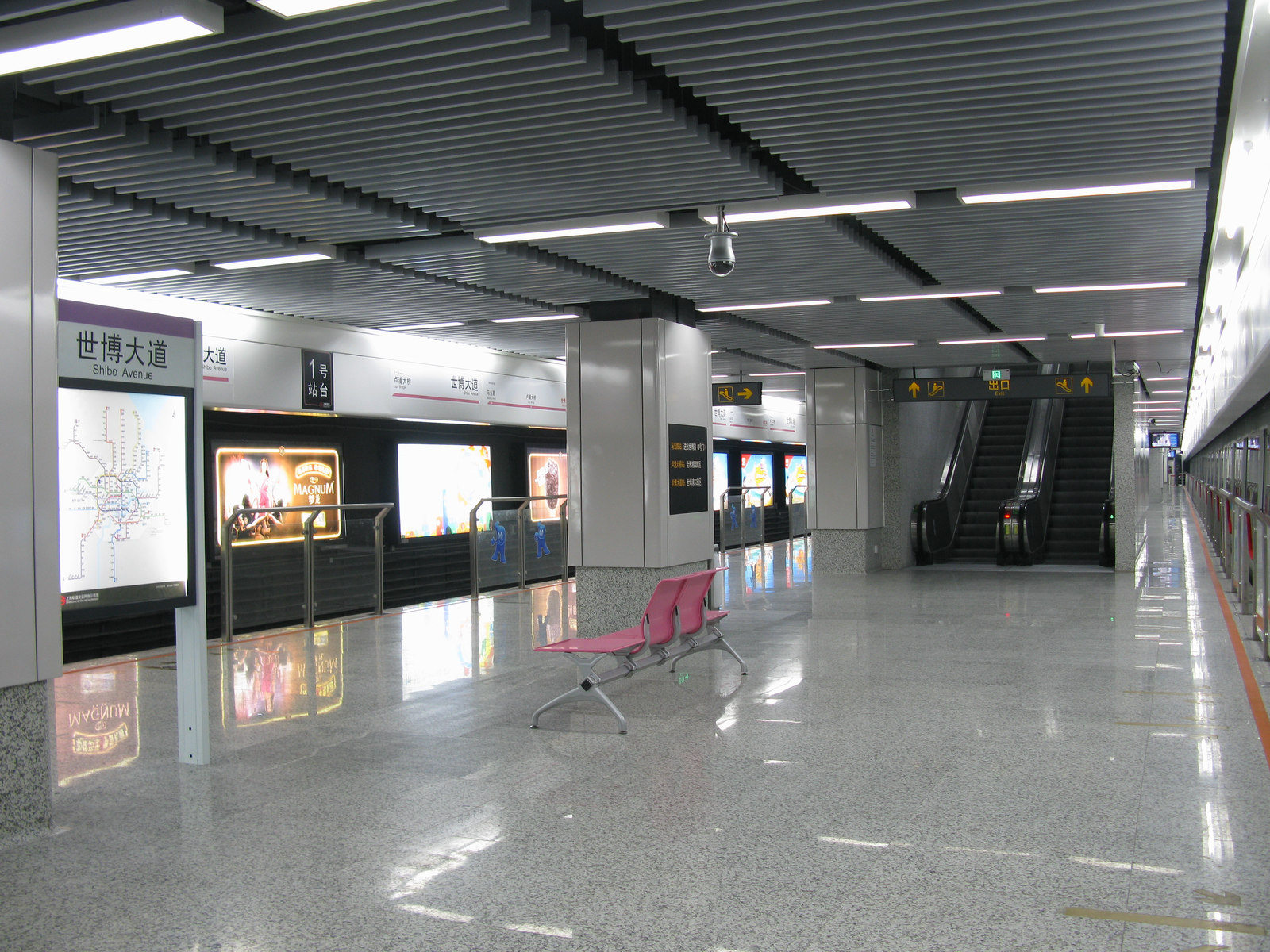
Stazione di Shibo Avenue della Linea 13

La linea 13 della metropolitana di Shanghai è una linea di metropolitana che serve Shanghai, in Cina. La linea venne inaugurata nel 2012, tuttavia in occasione dell'Expo 2010 dal 20 aprile al 1º novembre 2010 è stato in funzione il tratto centrale lungo 4 km e servito da tre stazioni. L'ultima estensione della linea è avvenuta nel 2015, mentre un'ulteriore estensione è prevista nel corso del 2018